# 이리에 진기
이리에 진기(일본어: 入江 甚儀, 1993년 5월 18일 ~ )는 일본의 배우이다. 도쿄도 출신이며, 켄온 소속이다.

## 경력
2007년 켄온 그룹 신인 오디션에 응모해 합격하였다. 2011년 드라마 《금붕어 클럽》으로 연속 드라마 첫 주연을 맡았으며, 2014년에는 영화 《키카이더 REBOOT》로 영화 첫 주연을 맡았다.

## 출연

### 드라마
- 절대 그이~완전 무결한 연인 로봇~ (2008년 4월 ~ 6월, 후지 TV) - 하야시 고타 역
- 정의의 아군 (2008년 7월 ~ 9월, 닛폰 TV) - 고모리 다이치 역
- 오! 마이 걸!! (2008년 10월 ~ 12월, 닛폰 TV) - 시부야 유타 역
- 고쿠센 졸업 스페셜 (2009년 3월 28일, 닛폰 TV) - 미쓰시타 나오야 역
- 고스트 프렌즈 (2009년 4월 ~ 6월, NHK) - 카미야 타케시 역
- 명탐정의 규칙 (2009년 4월 ~ 6월, TV 아사히) - 우에마츠 게이타 역
- 사랑해 악마~뱀파이어☆보이 (2009년 7월 ~ 9월, 후지 TV) - 마쓰야마 나오키 역
- 도시 전설 세피아 아이스맨 (2009년 7월 26일, WOWOW) - 주연·가즈키 역
- 졸업 노래 제1화 〈Best Friend〉 (2010년 3월 1일, 후지 TV) - 오카모토 다카유키 역
- 해머 세션! (2010년 7월 ~ 9월, TBS) - 가이 다모쓰 역
- 할아버지는 25세 (2010년 11월 15일 ~ 25일, TBS) - 시노부 역
- 금붕어 클럽 (2011년 7월 ~ 10월, NHK) - 주연·히이라기 하루 역
- IS~남자도 여자도 아닌 성~ (2011년 7월 ~ 9월, TV 도쿄) - 사이토 레온 역
- 불닥터 제6화 (2011년 8월 10일, 닛폰 TV) - 야나기다 역
- 이상의 아들 (2012년 1월 ~ 3월, 닛폰 TV) - 와니카와 유마 역
- 한 번 더 너에게, 프로포즈 (2012년 4월 ~ 6월, TBS) - 다치바나 마사토 역
- 하이스쿨 가극단☆남조 (2012년 10월 6일, 츄부닛폰 방송) - 가와시마 나오야 역
- 결혼하지 않는다 (2012년 10월 ~ 12월, 후지 TV) - 모리타 준 역
- TAKE FIVE~우리는 사랑을 훔칠 수 있을까~ (2013년 4월 ~ 6월, TBS) - 히오카 타모츠 역
- 사채꾼 우시지마 Season2 (2014년 1월 ~ 3월, 마이니치 방송) - 나카타 히로미치 역
- 대하드라마 군사 간베에 (2014년, NHK) - 벳쇼 나가하루 역
- 기묘한 이야기 '14 봄 특별편 〈공상 소녀〉 (2014년 4월 5일, 후지 TV) - 미사와 하루토 역
- 가면라이더 가이무 제30화 (2014년 5월 18일, TV 아사히) - 지로/키카이더(목소리) 역
- 긴다이치 소년의 사건부 N(neo) 제7화 (2014년 9월 6일, 닛폰 TV) - 다테이시 나오야 역
- 유성 왜건 (2015년 1월 ~ 3월, TBS) - 센가 가즈야 역
- 과수연의 여자 제15시리즈 제1화 (2015년 10월 15일, TV 아사히)
- 가모가와 식당 제7화 (2016년 2월 21일, NHK BS 프리미엄) - 기타노 교스케 역
- 쾌도전대 루팡레인저 vs. 경찰전대 패트레인저 - 자미고 델마 역

### 영화
- 고쿠센 THE MOVIE (2009년, 도호) - 마쓰시타 나오야 역
- 나의 상냥하지 않은 선배 (2010년, 팬텀 필름) - 미나미 아이지 역
- 만약 고교야구의 여자 매니저가 드러커의 《매니지먼트》를 읽는다면 (2011년, 토호) - 호시데 준 역
- 공룡을 파자 (2013년, 도쿄 테아트를) - 마쓰모토 요시아키 역
- 늑대 인간 게임 (2013년, AMG 엔터테인먼트) - 후지키 역
- 키카이더 REBOOT (2014년, 도에이) - 주연·지로/키카이더(목소리) 역
- 원탁의 가족 (2014년, 도호 영상 사업부) - 모리가미 역
- 신이 말하는 대로 (2014년, 토호) - 오쿠 에이지 역
- 스트롭 에지 (2015년, 도호) - 고레나가 다이키 역
- 유성이 사라지기 전에 (2015년, 아크 엔터테인먼트) - 다쿠미 역
- 핑크와 그레이 (2016년, 아스믹 에이스)
- 굿바이 위험한 형사 (2016년, 도에이) - 타츠야 역
- 애처가 미야모토 (2017년, 도호)

### 무대
- 로스트 인 용커스 (2013년 10월 5일 ~ 12월 8일) - 아티 역
- 가쿠란 가극 《데이이치의 나라》 (2014년 4월 18일 ~ 5월 6일) - 오오타카 단 역
- 와카사마구미 마이루 (2016년 8월 7일 ~ 14일) - 나가세 겐고 역

## 서적

### 사진집
- 1st 사진집 〈JINGI 18〉 (2011년, 소니 매거진즈)
- 2nd 사진집 〈0 -ZERO-〉 (2014년, 도쿄 뉴스 통신사)